# Salzkammergut Vogelfang
Der Salzkammergut-Vogelfang (gelegentlich auch: Traditioneller Salzkammergut Vogelfang) ist ein seit Jahrhunderten ausgeübtes Brauchtum in kleinen Teilen des Bundeslandes Oberösterreich. Die Ausübung findet im Salzkammergut in den politischen Bezirken Gmunden, Vöcklabruck und Wels-Land, von Attnang bis Obertraun und von St. Wolfgang und Mondsee bis Scharnstein, statt. Im Jahr 2010 wurde der Salzkammergut Vogelfang in die UNESCO-Liste des Immateriellen Kulturerbes in Österreich aufgenommen, er gehört damit offiziell zum schutzwürdigen Kulturgut Österreichs. Der heute vereinsmäßig organisierte Vogelfang von Kleingruppen im Salzkammergut mit der jährlichen Prämierung und Schaustellung der Vögel hat mit dem historischen Vogelfang und seinen einstigen Motiven nur teilweise enge Bezüge. Außerhalb des oberösterreichischen Salzkammergutes ist aus Gründen des Tierschutzes und des Naturschutzes der Vogelfang untersagt und wird entsprechend bestraft.

## Geschichte

### Die Anfänge
Kaiser Rudolf II. erlaubte am 20. Dezember 1579 in einem Dekret den Vogelfang im Land ob der Enns. In einer kaiserlichen Instruktion an den Forstmeister in Linz wurde bestimmt, was in Oberösterreich erlaubt und verboten sei. Das Dokument wird heute im Oberösterreichischen Landesarchiv aufbewahrt. Der Punkt 39 in der Urkunde von 1579 lautet dort:

„Und nachdem Wir allen landleithen die verlassung der reißgejaider in Unseren wiltpann und gehölzern genzlich verpotten haben, so soll Unser forstmeister darob sein, daß denselben gelebt werde. Doch mag er den Vogelfang bewilligen, aber auf die bestandleuth guete Achtung geben, das sy nit ander wiltprät fällen!“

Das Hochwild blieb somit dem Adel vorbehalten, der Fang von Singvögeln galt teilweise als Jagd des kleinen Mannes. Seit dieser kaiserlichen Ermächtigung der Forstmeister zur ortsgebundenen Bewilligung von Vogelfang-Stätten sicher auch schon länger wurden im Salzkammergut und in weiten Teilen Österreichs nach Bewilligung durch die Obrigkeit Vögel gefangen. Ausdrücklich gestattete der Monarch unter Auflagen die fallweise Ausübung des Vogelfangs auch in den kaiserlichen Besitzungen, wodurch insbesondere das direkt durch die kaiserliche Hofkammer verwaltete Salzkammergut als Kammergut und Staatsdomäne in die neue Bestimmung eingeschlossen war. Dieser Vogelfang bzw. die Vogeljagd diente vor allem dem Nahrungswerwerb.
Bei der immer wieder vorkommende Auswanderung von Salzkammergutbewohnern in andere Kronländer der österreichischen Monarchie, haben diese angeblich ihr Brauchtum mitgenommen. Daher ist etwa im Gebiet um Deutsch-Mokra – heute in der Ukraine, damals im Königreich Galizien und Lodomerien gelegen – ein Vogelfang (und eine deutschsprachige Bevölkerung) mit Salzkammergut-Prägung angeblich bis heute nachweisbar. Nachdem der Vogelfang historisch aber keine Eigenheit Oberösterreichs war, ist der Bezug des Vogelfanges zu oberösterreichischen Auswanderern umstritten.
In einer Verordnung für das Land Oberösterreich von 1727 wird erneut festgelegt, dass Singvögel im Frühjahr – vor und während der Brutzeit – nicht mehr gejagt werden dürfen. Verschiedene Verbote zur Vogeljagd in den Monaten der Brut und Jungenaufzucht sind aber bereits viel älter. Eine Schlussfolgerung, dass möglicherweise z. T. vorher eine ganzjährige Vogeljagd möglich gewesen wäre, ist daher unstatthaft.

### 19. Jahrhundert
Auswirkungen auf die Vogelfänger hatte auch der Tourismus. Der Fremdenverkehr im Ischltal kam rund um 1830 auf, als die Mitglieder des Hauses Habsburg-Lothringen begannen, regelmäßig das Innere Salzkammergut aufzusuchen. Ein deutlicher touristischer Aufschwung stellte sich ein, als 1853 der Kaiser von Österreich Franz Joseph I. und Kaiserin Elisabeth die Kaiservilla in Bad Ischl als Hochzeitsgeschenk erhielten und das kaiserliche Paar die Villa für Jahrzehnte zu ihrer Sommerresidenz machte. Der steigende Tourismus brachte eine vermehrte Nachfrage nach Stubenvögel mit sich.
Bis in die Mitte des 19. Jahrhunderts waren die Vogelfänger nicht organisiert und handelten ihre Vögel im kleinen Kreise. 1861 schlossen sich in Ebensee rund 80 Vogelfänger zu einem Verein zusammen. Für das Jahr 1862 ist im Ebenseer Gasthaus Stockerau die erste Waldvogelausstellung belegt, in Gmunden sind Ausstellungen seit 1864 dokumentiert. In den 1860er Jahren wurde noch eine große Artenvielfalt gezeigt, darunter Gimpel, Stieglitz, Zeisig, Nachtigall, Lerche, Amsel, Drossel und diverse Meisen. In den folgenden Jahrzehnten verkleinerte sich die Auswahl kontinuierlich auf die vier Vogelarten, die auch heute noch der Öffentlichkeit präsentiert werden.
Das „Gesetz vom 30. April 1870, betreffend den Schutz der für die Bodenkultur nützlichen Vögel“ brachte neue Schutzbestimmungen. Unter bestimmten Voraussetzungen durften 71 Vogelarten gefangen werden, wobei es jedoch noch keine zahlenmäßige Beschränkung gab. Die Fangzeit galt zwischen 1. September und 31. Jänner, von 1. Februar bis 31. August waren die Vögel geschützt. Verboten wurde auch die Verwendung geblendeter Lockvögel, der Vogelhandel außerhalb der Fangzeiten sowie der Fang mit großen Deck- oder Strecknetzen. Ein Landesgesetz aus dem Jahr 1890 bestätigte im Wesentlichen diese Bestimmungen.

### 20. Jahrhundert
Bis zur Jahrhundertwende war die Zahl der Vogelfänger, welche als Einzelpersonen agierten, noch deutlich höher als die Anzahl der in einem Verband organisierten Vogelfreunde. Erst im Laufe des 20. Jahrhunderts konstituierten sich – nach dem Ebenseer Vorbild von 1861 – in den weiteren Salzkammergut-Gemeinden Vereine. Im Jahr 1910 bildete sich in Bad Ischl der „1. Ischler Vogelpflegeverein“ und hielt im gleichen Jahr seine erste Vogelausstellung ab. Weitere Vogelausstellungen folgten in Bad Goisern (1927), St. Agatha bei Bad Goisern (1928), Attnang (1932), Neukirchen bei Altmünster (1934) und Hallstatt (1936). Ursprünglich als Veranstaltung zur Versteigerung der (prämierten) Vögel gedacht, verschwand der verkäuferische Charakter dieser Spektakel in der Zeit des Zweiten Weltkrieges. Die Vogelausstellungen rund um das Datum von „Kathrein“ (25. November) blieben aber als Brauchtumsveranstaltung erhalten.
Durch den Anschluss Österreichs an das Dritte Reich (März 1938) trat die „Reichsnaturschutzverordnung von 1936“ in Kraft. Nach der Reichsverordnung durften 20 Vogelarten gefangen werden. Fangzeit war in der Regel vom 15. September bis 15. November. Als Voraussetzung für eine Fangbewilligung wurden bestimmt: Leumundszeugnis, Nachweis von Kenntnissen in Vogelkunde, Vogelfang und Vogelhaltung, Führung einer Fangliste mit einigen Angaben über die gefangenen Vögel. Die Fangliste musste bis 1. Februar an die höhere Naturschutzbehörde eingereicht werden. Die Reichsverordnung verbot ausdrücklich: Vogelleim, Leimruten, Schlingen und geblendete Vögel aus Fangmittel.
1949 wurden Gespräche über die Gründung eines Dachverbandes der Vogelfänger geführt. 1950 schlossen sich 11 Vereine im „Salzkammergutverband der Vogelfreunde“ zusammen. Sitz des Verbandes ist Ebensee. In den folgenden Jahrzehnten traten schließlich alle weiteren Vogelfreunde-Vereine dem Verband bei, die Mitgliederzahl erhöhte sich daher auf über 30 Vereine.
Bis 1956 blieb die Reichsverordnung in Geltung und wurde dann durch die „Oberösterreichische Naturschutzverordnung vom 31. Juli 1956“ abgelöst. Durch das „Oberösterreichische Naturschutzgesetz von 1964“ galten 19 Vogelarten als jagdbar, dies in der Zeit vom 15. September bis 15. Dezember. Verboten war der Fang in der Nacht, an Tränken sowie im Umkreis von 300 Metern von Ortschaften und Einzelgehöften. Im „Übereinkommen des Verbandes der Vogelfreunde des Salzkammergutes und der Landesregierung vom 4. März 1976“ wird die Fangzahl auf 10 Tiere und auf 5 Arten beschränkt. Eine Kopie der Fangliste ist von jedem Fänger bis 1. Februar an das Amt der oberösterreichischen Landesregierung abzuliefern. Als Fangmittel wurden festgelegt: Kloben, Fanghäusschen („Schlagl“) und Schlagnetz in der Größe von maximal 1 × 1 Meter.
In den 1980er Jahren erfolgte die rechtliche Einschränkung des Vogelfangs auf das Salzkammergut, bis dahin war er unter den genannten Bedingungen in ganz Oberösterreich erlaubt. Das „Gesetz über die Erhaltung und Pflege der Natur vom 19. Mai 1982“ gestattete den Vogelfang für das Brauchtum der Singvogelhaltung weiterhin, reduzierte aber die Anzahl der gehaltenen Vögel auf 5 Stück.

### 2001–2009
Durch das „Oberösterreichische Natur- und Landschaftsschutzgesetz 2001“ und die „Oberösterreichische Artenschutzverordnung 2003“ wurden im Wesentlichen die bis heute geltenden rechtlichen Grundlagen für den Brauchtumsvogelfang geschaffen. Fanglizenzen werden erteilt für die vier Vogelarten Gimpel, Stieglitz, Zeisig und Kreuzschnabel. Gegen den weiterhin erlaubten Singvogelfang protestierten einige Tierschützer. Ein Beschwerdeverfahren wurde von Tierschutzorganisationen bei der EU angestrengt, aber wieder eingestellt.
Für einen Kompetenzkonflikt zwischen Bund und Land Oberösterreich sorgte das Ende 2004 erlassene Bundestierschutzgesetz, welches ein Verbot der „Ausstellung von Wildfängen, mit Ausnahme von Fischen“ vorsah. Nach einem Begutachtungsverfahren lehnte die Bundesministerin im Juli 2005 eine Ausnahmegenehmigung für die Singvogelausstellungen im Salzkammergut ab. Das Bundesministerium ging davon aus, dass dadurch auch der Fang nicht mehr erlaubt sei. Nach einem Rechtsgutachten des Verfassungsdienstes des Landes Oberösterreich stellte Naturschutzreferent Landeshauptmann-Stellvertreter Erich Haider (SPÖ) jedoch fest, dass dennoch Fanglizenzen erteilt werden können.
Zur Unterstützung der Vogelfreunde verfassten im August 2005 die Nationalräte Matthias Ellmauer (ÖVP) und Rainer Wimmer (SPÖ), die Landtagsabgeordneten Martina Pühringer, Josef Steinkogler (ÖVP), Arnold Schenner und Reinhard Winterauer (SPÖ) sowie 15 Bürgermeistern der Region eine gemeinsame Erklärung. Die Volksvertreter stellten gegenüber der Presse fest, dass „Brauchtum eine gewachsene Tradition ist und nicht willkürlich verboten werden darf“. In der Presseaussendung hieß es des Weiteren: „Das Ausstellungsverbot habe Politiker in der Region über die Parteigrenzen hinweg enger zusammenrücken lassen.“
Daran anschließend kam es im September 2005 zu einem „Solidaritätsfest für Brauchtum und Tradition“ in Bad Goisern. Zur Unterstützung der Vogelfänger nahmen nach Berichten des Österreichischen Rundfunks (ORF) über 70 Traditionsvereine mit rund 1500 Personen teil. Mit den Abordnungen bekundeten Trachtenvereine, Sportvereine (inklusive Armbrustschützen, Bogenschützen, Stockschützen), der Kameradschaftsbund, die Prangerschützen, der örtliche Bienenverein (Imkerverein), die Jägerschaft und ein Hundesportklub ihre Solidarität. Begleitet wurde das Solidaritätsfest durch etliche Musikkapellen aus dem Salzkammergut. Die beiden Nationalräte des Wahlkreises und weitere Politiker hielten ebenfalls Unterstützungsreden vor den versammelten Menschen.
Schließlich veröffentlichte auch die Bad Ischler Gemeinderatsfraktion der Partei Die Grünen eine zustimmende Resolution für die Brauchtumspflege und die kulturelle Identität im Salzkammergut. Ausdrücklich sprachen sich die regionalen Grünen für die Beibehaltung von Vogelfang und Waldvogelausstellung aus. Des Weiteren forderten die Bad Ischler Grünen eine Mediation zwischen Vogelfängern und Tierschützern und die Schaffung von Rechtssicherheit. Das Ziel für die Fraktion der Grünen sei eine „Win-Win Situation für Gegner und Vogelfreunde“.
Im Jahr 2005 fanden dann trotzdem keine Vogelausstellungen statt, das Bundesministerium berief sich dazu auf die damals aktuelle Vogelgrippe. Die Vogelfreunde hielten nach Rücksprache mit Tierärzten in ihrem Protest fest, dass finkenartige Vögel, wie sie im Salzkammergut gefangen werden, von dem Virus gar nicht infiziert werden können.
2006 wurde von Seiten der Tierschützer und einer grünen Landtagsabgeordneten Kritik am Naturschutzlandesrat Erich Haider (SPÖ) geübt, der – ihrer Meinung nach – „entgegen dem Bundestierschutzgesetz“ die umstrittenen Fanggenehmigungen erteile. Ebenfalls 2006 veranstaltete das Österreichische Museum für Volkskunde die Ausstellung „Papageno backstage“. Die Museumsausstellung thematisierte die Geschichte des Vogelfangs und ging auch auf den Salzkammergut Vogelfang ein.
Im Jahr 2007 befasste sich der österreichische Verfassungsgerichtshof (VfGH) in Wien mit dem Ausstellungsverbot für Singvögel. Die Verfassungsrichter sprachen sich in ihrer Urteilsfindung für die Zulassung von Vogelausstellungen aus. Im Erkenntnis berief sich der Gerichtshof darauf, dass das Ministerium „die Rücksichtnahmepflicht zwischen Bund und Ländern“ verletzt habe, da es eine landesrechtliche Zulässigkeit von Vogelschauen und sogar Ausnahmen solcher Veranstaltungen vom Veranstaltungsgesetz gebe. Die Höchstrichter gaben daher dem Klagebegehren der Vogelfreunde recht.

### 2010
Im Jahr 2010 wurde der Salzkammergut Vogelfang in das „Nationale Verzeichnis des immateriellen Kulturerbes in Österreich“ aufgenommen. Für das Aufnahmeverfahren zeichnete die Österreichische UNESCO-Kommission verantwortlich. Neben dem Vogelfang im Salzkammergut gelangten zum Beispiel die Spanische Hofreitschule, Slowenische Flur- und Hofnamen in Kärnten, die Falknerei und Apothekeneigene Hausspezialitäten auf die Liste des immateriellen Kulturerbes.
Im Juni 2010 erhielten die Vogelfreunde unter Beisein der österreichischen Nationalbeauftragten der UNESCO Maria Walcher, Bezirkshauptmann Alois Lanz, Landtagspräsident Adalbert Cramer und der Bürgermeister des Salzkammergutes das Ernennungsdekret überreicht.
Das österreichische Parlament in Wien befasste sich Ende 2010 mit einer Parlamentarischen Anfrage zum Singvogelfang im oberösterreichischen Salzkammergut. Die Anfrage der Abgeordneten Brunner, Freundinnen und Freunde an den Bundesminister für Gesundheit umfasste drei Punkte: 1. Legitimität des Singvogelfanges?, 2. Durch welche Maßnahmen wird ein rechtmäßiger Zustand hergestellt?, 3. Wie viele Anzeigen wurden in den letzten Jahren gegen Vogelfänger eingebracht?
In Beantwortung der Parlamentarischen Anfrage stellte Bundesminister Alois Stöger (SPÖ) zu den Punkten 1. und 2. fest: Mit Erkenntnis des Verfassungsgerichtshofes vom 8. März 2007 wurde die „alte“ Regelung des § 2 Tierschutz-Veranstaltungsverordnung – das Ausstellungsverbot für Wildfänge – als gesetzeswidrig aufgehoben. Durch den „neuen“ § 2 Absatz 2 (BGBl. II Nr. 70/2008) wurde dem Ausstellungsverbot die Ergänzung angefügt: „soweit dadurch nicht geltenden bereits vor dem 1. Jänner 2005 erlassenen landesgesetzlichen Regelungen widersprochen wird.“ Durch diese Regelung in Verbindung mit der OÖ. Artenschutzverordnung sind die Ausnahmegenehmigungen der zuständigen oberösterreichischen Bezirkshauptmannschaften für den Fang von Singvögeln rechtlich gedeckt. Einen weiteren Rechtfertigungsgrund für die Behörde zur Erteilung der Genehmigungen stellt die Aufnahme des Salzkammergut Vogelfanges in das immaterielle Kulturerbe dar. Zum 3. Punkt teilte er mit: Die Bezirkshauptmannschaft (BH) Gmunden bearbeitete zwischen 2006 und 2009 8 Anzeigen. Alle 8 wurden auf Grund Subsidiarität wieder eingestellt. Die BH Wels-Land bearbeitete zwischen 2005 und 2009 6 verwaltungsstrafrechtliche Verfahren, davon 2 Verurteilungen und 4 Einstellungen. Bei der BH Vöcklabruck gab es zwischen 2005 und 2008 7 Anzeigen, davon mündeten 5 in ein Verwaltungsstrafverfahren, 2 Anzeigen stellten sich als keine verwaltungsstrafrechtlichen Tatbestände heraus.

### Seit 2011
Im November 2011 feierte der „Verein der Vogelfreunde Himmel“, benannt nach dem Gasthaus Himmel, sein 150-jähriges Bestehen. Damit ist er der älteste der über 20 Vereine der Vogelfreunde.
Für seine Verdienste um das Brauchtum wurde dem Verbandsobmann der Vogelfreunde im Juli 2014 vom oberösterreichischen Landeshauptmann Josef Pühringer der Ehrentitel „Konsulent für Volksbildung und Heimatpflege“ verliehen. Die festliche Veranstaltung fand im Linzer Landhaus statt.
Die UNESCO-Volkskulturschätze des Bundeslandes Oberösterreich wurden im Juni 2015 im Rahmen eines Festaktes gefeiert. Zu diesem Zeitpunkt waren, inklusive des Salzkammerguts Vogelfang, 21 Traditionen in die Liste eingetragen.
Im Zuge der oberösterreichischen Landesgartenschau 2015 in Bad Ischl („Des Kaisers neue Gärten“) waren die Vogelfreunde im Sissi-Park mit einem Schaufenster vertreten, des Weiteren konnte man sich alle 14 Tage direkt vor Ort bei den Vogelfängern zum Thema informieren lassen.
Aktuell besteht der Salzkammergutverband der Vogelfreunde als Dachorganisation aus 25 Vereinen und rund 500 Mitgliedern (Stand Juni 2023). Diese 25 Vereine sind: Bad Goisern, Berg, Bürglstein, Gosau, Grabnerwirt, Hallstatt, Ischl Umgebung, Kreutern-Haiden, Perneck, Rettenbach, St. Agatha, Wolfgangtal, Himmel, Langbath, Langwies, Rathausstüberl, Roith, Roitherwirt, Attnang, Aurachtal, GM Weyer, Mondsee, Neukirchen, Pinsdorf GH Reiter und Stadl-Paura.

## Kontroversen

### Befürworter
- Der prominente Musiker Hubert von Goisern äußerte sich in einem Interview positiv zum Vogelfang:

„Ich verstehe nicht, wieso sich Tierschützer in so einer Lappalie engagieren, wo es im Tierschutz große, wichtige Themen gibt. (…) Ich respektiere es nicht, wenn einer, der Fleisch isst, also einer, der bereit ist, dass ein Tier getötet wird, damit er Genuss hat, sich über jemanden aufregt, der einen Vogel fängt, den er im Frühjahr wieder auslässt. Ich kenne Vogelfänger. Das sind liebe Leute und die kennen sich aus mit den Viechern.“

- Die Vogelfang-Freunde argumentieren damit, dass sich die Republik in einem Staatsvertrag, der im Verfassungsrang stehe, zum Erhalt des Kulturerbes verpflichtet habe.[33]
- Zwischen Tierschützern und Vogelfangfreunden kommt es regelmäßig zu wechselseitigen Anzeigen. Im Oktober 2010 drangen Tierschützer auf ein Privatgrundstück ein und lieferten sich ein Scharmützel mit den Vogelfängern. Die Vogelfangfreunde riefen die Polizei zu Hilfe. Ein Gemeinderat stellte zu diesem Vorfall fest: „Der Vogelfang ist legal. Es ist schlimm, mit welchen Mitteln manche versuchen, dieses Brauchtum in ein schlechtes Licht zu rücken.“[34]
- Die Bad Ischler Fraktion der Partei Die Grünen (Grüne Alternative) hat eine zustimmende Resolution für die Beibehaltung des Vogelfanges und der kulturellen Identität des Salzkammergutes abgegeben.[20]
- Die Befürworter stellen fest, dass sich durch die permanente Beschäftigung mit den Tieren eine tiefe emotionale Bindung entwickeln würde, welche zu einem liebevollen Umgang mit den Vögeln führe.[35]

### Gegner
- Der Obmann des Dachverbandes der oberösterreichischen Tierschutzorganisationen zeigte sich entsetzt über die Entscheidung der UNESCO:

„Sie ist für mich absolut unverständlich. Wie kann man eine Praxis, die moralisch und gesetzlich grenzwertig ist, zum Kulturerbe erheben? Der Vogelfang ist für mich eindeutig eine Tierquälerei. (…) Wir schicken Eingaben und Anfragen an die Kommission. Wir werden aber wenig Erfolg haben, immerhin wurde ja auch schon der Stierkampf in Spanien zum immateriellen Kulturerbe erklärt.“

- Namhafte Tierschutzorganisationen, so etwa Vier Pfoten, bezeichnen den Vogelfang als illegale Vogelquälerei und als Relikt aus dunkler Vergangenheit. Außerhalb des Salzkammergutes ist der Vogelfang tatsächlich Tierquälerei und auch gemäß den Naturschutzgesetzen untersagt[33]
- Zwischen Tierschützern und Vogelfängern kommt es regelmäßig zu wechselseitigen Anzeigen. 2006 wurden von Tierschützern insgesamt 20 Vogelfänger angezeigt. Im Gerichtsbezirk Bad Ischl wurden angesichts der (fragwürdigen) Rechtslage alle neun Anzeigen erwartungsgemäß abgewiesen, im Gerichtsbezirk Gmunden lautete das Urteil in allen elf Fällen ebenfalls auf Freispruch. In diesem Zusammenhang kam es von Seiten der Tierschützer und einer grünen Landtagsabgeordneten erneut zu Kritik an Naturschutzlandesrat Erich Haider und an der politisch motivierten Gesetzgebung.[22]
- Die oberösterreichischen Grünen – mit Ausnahme der Grünen-Fraktion in Bad Ischl – haben sich mehrfach entschieden gegen den Vogelfang ausgesprochen.[20]
- Verschiedene Medien sowie Naturschutz und Vogelschutzverbände stehen dem Vogelfang (trotz der UNESCO „Auszeichnung“) weiterhin ablehnend gegenüber und bezeichnen diesen als Tierquälerei. Eine solche Tierquälerei – und zudem ein Verstoß gegen die Naturschutzgesetze – liegt bei solchen Vogelfängen außerhalb des Salzkammergutes auch tatsächlich vor.[35]

## Der Salzkammergut Vogelfang als UNESCO-Kulturerbe

### Das immaterielle Kulturerbe

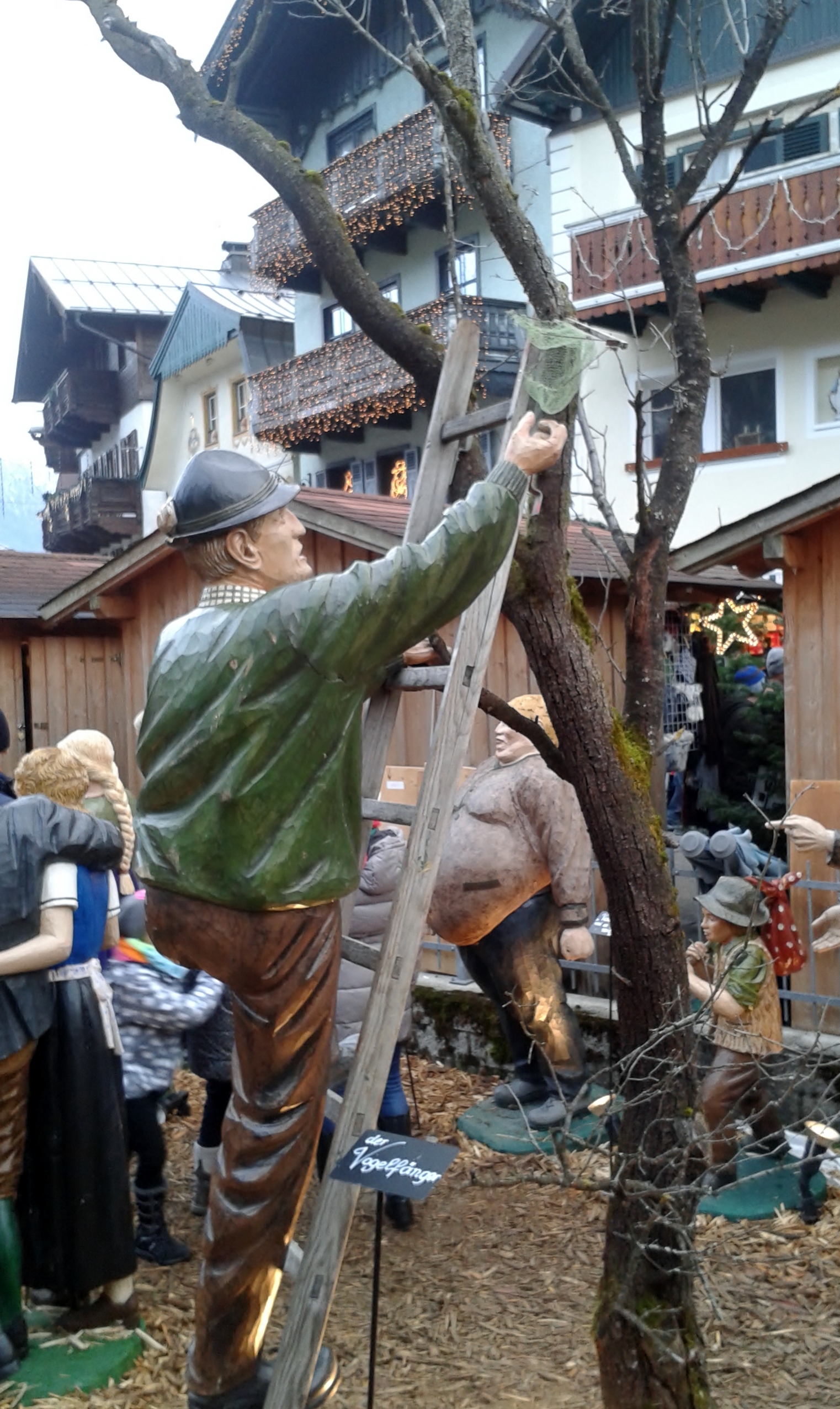
Lebensgroße Krippenfigur „Der Vogelfänger“ im Salzkammergut Advent

Der Salzkammergut Vogelfang wurde 2010 in das Verzeichnis des immateriellen Kulturerbes aufgenommen. Der Vogelfang war einer der ersten österreichischen Kulturerbschaften überhaupt, welche als schützenswert deklariert wurden. Für die UNESCO ist ein Kulturerbe, oft noch mehr als historische Bauwerke oder Landschaften, eine tradierte Praktik, die identitätsstiftend und für die Gemeinschaft von hoher Bedeutung ist. Regionale Traditionen und lokales Wissen gewinnen gerade im Zeitalter der Globalisierung stark an Bedeutung. Österreich ist seit 2009 Vertragsstaat der UNESCO-Konvention, diese wurde in Form eines Staatsvertrages vom Parlament ratifiziert.
Der Vogelfang ist nach Angabe der Vogelfang-Vereine in der Kategorie „Wissen und Praktiken in Bezug auf die Natur und das Universum“ eingeordnet, dieses ist eine von 5 möglichen Kategorien. Das Spezifikum des Vogelfangs wird nur im Salzkammergut ausgeübt. Das im Laufe der Jahrhunderte angesammelte Wissen über das Verhalten der Vögel in der Natur und in Menschenhand sowie über den selektiven Fang wird angeblich von einer Generation zur anderen tradiert.
Die angebliche „Jagd des kleinen Mannes“ bedeutet den traditionellen Fang einzelner Exemplare heimischer Waldvögel im Herbst. Ein weiterer Aspekt umfasst die Waldvogelausstellung am Sonntag vor Kathrein (25. November), in welcher die (angeblich) schönsten Vögel auf Grund ihrer Farbenpracht, Unversehrtheit und ihres einwandfreien Pflegezustandes prämiert werden. Die Vögel werden anschließend über den Winter in Volieren gehalten, bis im Frühjahr des Folgejahres die Wiedereinsetzung in die Natur erfolgt, ausgenommen davon sind die Lockvögel, die nicht freigelassen werden.
Der vereinsmäßige Vogelfang vermittelt wie die Tätigkeit in sehr vielen anderen dörflichen Vereinen der Region, da auch die Vogelfänger in Vereine organisiert sind und schon lange aktiv am dörflichen Leben im oberösterreichischen Salzkammergut teilnehmen. Der Höhepunkt des Jahres der Vogelfängervereine sind die Waldvogelausstellungen, rund um diese finden auch andere Aktivitäten statt. In der neueren volkstümlichen Lied- und Dichtkunst wird der Vogelfang ebenso mit einbezogen.
Der Vogelfang galt viele Jahre als gefährdet. Außerhalb des Salzkammergutes gilt der Fang von Singvögeln als Tierquälerei und ist verboten. Ein Beschwerdeverfahren bei der Europäischen Kommission wurde 2006 eingestellt. Heute gilt die EU-konforme Ausnahmeregelung zum „Zwecke der traditionellen Singvogelausstellung“. Ein Ausstellungsverbot wurde 2007 vom österreichischen Verfassungsgerichtshof ersatzlos als verfassungswidrig aufgehoben. Während im oberösterreichischen Salzkammergut mittlerweile Rechtssicherheit für die Vogelfreunde herrscht, erlaubt die klar gesetzliche Lage im steirischen Salzkammergut (inklusive des Ausseerlands) den Vogelfang nicht. Für die im Land Salzburg liegenden Salzkammergut-Gemeinden Strobl am Wolfgangsee und St. Gilgen liegen keine Fanggenehmigungen vor. Das Naturschutzgesetz erlaubt dort auch keine solchen Fanggenehmigungen. Der Vogelfang besitzt dort keine Tradition, weshalb er hier nicht als Brauchtum gelten kann. Im Land Salzburg ist der Vogelfang seit 1912 verboten, nachdem er zuvor immer mehr beschränkt worden war.
Die UNESCO-Kommission stellte fest, dass ein Traditionsabriss einen unwiederbringlichen Verlust des seit Jahrhunderten erworbenen Wissens um den Umgang mit den heimischen Wildvogelarten bedeuten würde. Insbesondere würde mündlich tradiertes, aber schriftlich nie festgehaltenes Wissen über ihre Verhaltensweisen und Lebensgewohnheiten verloren gehen. Durch Beobachtung kann allerdings das gleiche Wissen erworben und weitergegeben werden.
Es gibt heute rund 550 lizenzierte Vogelfang-Freunde im Salzkammergut. Ein Aufnahmewerber muss volljährig sein, einen einwandfreien Leumund vorweisen können und wird vom Verband der Vogelfreunde überprüft. Das System des Salzkammergut Vogelfangs ist streng reglementiert und unterliegt einer internen und einer externen Revision. Die externe Aufsicht geschieht durch Kontrollen der Behörden des Landes Oberösterreich, die interne Aufsicht wird durch Verbandsmitglieder durchgeführt.

### Der Vogelfang und die Salzkammergut-Identität
Die Vogelfänger, im Salzkammergut-Dialekt als „Vögöfaunga“ ausgesprochen, gehören zur Identität des oberösterreichischen Salzkammergutes. Der Vogelfang ist in einige wenige Lieder und Gedichte der Region integriert. In den traditionellen Weihnachtskrippen des Salzkammergutes ist eine „Vogelfänger-Krippenfigur“ ebenfalls fester Bestandteil einzelner Krippen der Krippenlandschaft. Der seit etlichen Jahrzehnten traditionelle Gruß der Vogelfangfreunde ist „Schnabö Heil“, welcher mit „Schnabö Dank“ beantwortet wird, er nimmt bewusst Bezug auf die Jägersprache und stellt klar, dass auch der Vogelfang als Teil der Jagd auf Tiere gewertet werden kann. Der „Schnabö“ ist in Schriftsprache der „Schnabel“.
Weitere Verbindungen existieren zu zwei weiteren Brauchtümern des Salzkammergutes, zum „Glöcklerlauf“ und zum „Ebenseer Fetzenzug“. Die Glöckler verwenden im oberösterreichischen Salzkammergut für ihre kunstvoll gestalteten Glöcklerkappen, neben unzähligen anderen Bildnissen, seit einigen Jahrzehnten auch Motive vom Vogelfänger und weitere Darstellungen aus dem Salzkammergut-Vogelfang. Einige der „Ebenseer Fetzen“ – einem weiteren UNESCO-Weltkulturerbe – nehmen bei der Maskierung angeblich regelmäßig Anleihen beim Salzkammergut Vogelfang, indem zum Beispiel Vogelimitate oder (leere) Vogelkäfige Verwendung finden.

### Der Fang mit Lockvögel
Durch die oberösterreichische Landesgesetzgebung sind genau geregelt: Der Zeitraum des Fangens (15. September bis 30. November), die erlaubten Fanginstrumente (Schlagnetze, Netzkloben), die erlaubten Vogelarten und die Form der Unterbringung der Tiere. Ganz wichtig ist auch, dass die Vögel (ausgenommen der Lockvogel) nach einigen Monaten wieder in die freie Natur entlassen werden, wobei der Zeitpunkt für die späteste Wiederfreilassung der Vögel in den Lebensraum vom Gesetzgeber genau definiert ist (10. April des Folgejahres).
Der Fangvorgang an sich passiert unter Zuhilfenahme eines Lockvogels. Zuerst wird ein Käfig, in dem der Lockvogel sitzt und singt, in den frühen Morgenstunden auf einem Ast positioniert. Daneben werden mehrere Netzkloben befestigt und mit einer Nahrung, welcher der Vogelart entspricht (zB. Zapfen) bestückt. Je nach der Vogelart wird somit der potentielle Fangplatz anders präpariert. Wenn der Morgen anbricht, beginnt der Lockvogel zu singen. Durch den Gesang lockt dieser dann seine Artgenossen an. Setzt sich dann ein angelockter Vogel auf einem der mit Nahrung bestückten Netzkloben, so löst der Vogel den Kloben aus und wird dadurch gefangen.

## Rechtliche Grundlagen

### Das oberösterreichische Naturschutzgesetz
Das vom Oberösterreichischen Landtag beschlossene „Landesgesetz über die Erhaltung und Pflege der Natur“ regelt einen Teil der gesetzlichen Aspekte des oberösterreichischen Salzkammergut Vogelfangs. Der § 30 im Naturschutzgesetz (Oö. NSchG) bestimmt näheres zu Ausnahmebewilligungen.
- Es wird im Naturschutzgesetz geregelt, was eine Ausnahmegenehmigung zu enthalten hat,
- wann die Bewilligung nicht erteilt werden darf und
- dass der Inhaber einer Bewilligung diese samt einem Protokoll über die Tierentnahmen mit sich zu tragen hat.
- Weitere Details werden in der auf dem Landesgesetz aufbauenden Artenschutzverordnung aufgelistet.[44]

### Die oberösterreichische Artenschutzverordnung
In der „Verordnung der Oö. Landesregierung über den Schutz wildwachsender Pflanzen und Pilze sowie freilebender Tiere“ ist insbesondere der § 11 „Ausnahmebestimmungen für das Fangen und Halten von Singvögeln“ relevant. Die Artenschutzverordnung normiert:
- Selektiv gefangen werden dürfen im Salzkammergut die Vogelarten Stieglitz (Carduelis carduelis), Zeisig (Carduelis spinus), Gimpel (Pyrrhula pyrrhula) und Fichtenkreuzschnabel (Loxia curvirostra) für die traditionellen Singvögelausstellungen.
- Im Bezirk Gmunden dürfen Fanggenehmigungen für alle Gemeinden erteilt werden: Altmünster, Bad Goisern am Hallstättersee, Bad Ischl, Ebensee, Gmunden, Gosau, Grünau im Almtal, Gschwandt, Hallstatt, Kirchham, Laakirchen, Obertraun, Ohlsdorf, Pinsdorf, Roitham am Traunfall, Sankt Konrad, Sankt Wolfgang im Salzkammergut, Scharnstein, Traunkirchen, Vorchdorf.
- Im Bezirk Vöcklabruck dürfen Genehmigungen für folgende Gemeinden erteilt werden: Attnang-Puchheim, Aurach am Hongar, Frankenburg am Hausruck, Innerschwand, Lenzing, Mondsee, Ottnang am Hausruck, Sankt Lorenz, Schwanenstadt, Tiefgraben und Weyregg am Attersee.
- Im Bezirk Wels-Land sind nur zwei Gemeinden für Genehmigungen vorgesehen: Lambach und Stadl-Paura.
- Im Unterschied zum Fang, der nur in den oben genannten Gemeinden erfolgen darf, ist die Haltung in allen Gemeinden der Bezirke Gmunden, Vöcklabruck und Wels-Land erlaubt.
- Zulässig ist der Fang nur in der Zeit vom 15. September bis zum 30. November (§ 13 Ziffer 1, Z 1)
- Jeder Bewilligungsinhaber darf pro Vogelart nur ein Exemplar pro Art gefangen werden (abgesehen vom Lockvogel) (Z 2).
- Die Höchstzahl der zu fangenden Vögel ist mit 550 je Art und Fangsaison begrenzt (abgesehen vom Lockvogel) (Z 3).
- Der Fang muss zur Tageszeit (eine Stunde vor Sonnenaufgang bis eine Stunden nach Sonnenuntergang) stattfinden. Der Fang darf nicht in der Nähe von Tränken und Futterstellen stattfinden. Die Fangstelle muss mindestens 300 Meter von Wohngebäuden entfernt sein (Z 4).
- Während des gesamten Fangvorganges ist die ständige Anwesenheit des Vogelfängers ausdrücklich verpflichtend vorgesehen (Z 5).
- An Arten der Fanginstrumente sind ausdrücklich nur 2 erlaubt: Schlagnetze (höchstens im Ausmaß von 1 mal 1 Meter) und Netzkloben (Z 6).
- Es ist ein genaues Protokoll zu führen, in dem Fangzeit, Ort, verwendete Fangmittel und Fangerfolg zu verzeichnen sind. Dieses Protokoll ist der Behörde vorzulegen (Z 7).
- Für die Freilassung und somit die Rückkehr der Vögel in den arttypischen Lebensraum gibt es eine vorgeschriebene Frist: Die Vögel, ausgenommen die Lockvögel, sind bis 10. April des Folgejahres wieder freizulassen (Z 8).
- Die Haltung der Vögel hat in Volieren zu erfolgen, deren Ausmaß genau festgelegt sind (Z 9).
- Eine Käfighaltung ist ausschließlich während der Ausstellungszeit erlaubt (Z 10).
- Die Lockvögel sind auf zwei Stück pro Art beziehungsweise Gesangsvariationen beschränkt (Z 11).
- Ein weiteres Protokoll ist über Zu- und Abgänge der Lockvögel zu führen (Z 12).
- Die Fangbewilligungen dürfen nur für je eine Fangsaison erteilt werden (Z 13).[45]

## Ablesen von Vogelringen
Die Vogelberingung durch ausgebildete Ornithologen ist ein Hilfsmittel, um Aspekte aus dem Leben der Vögel, vor allem das Zugverhalten und Änderungen desselben zu erforschen. Im Zuge des Vogelfanges im Salzkammergut werden von den Vogelfängern vorgefundenen Ringe der Vögel zur wissenschaftlichen Auswertung über den Obmann der sog. „Salzkammergut Vogelfreunde“ an die ornithogischen Beringungszentren weitergeleitet. Bei der Auswertung der Daten der internationalen Vogelberingung ist der Vogelfang im Salzkammergut insgesamt von untergeordneter Bedeutung. (Außerhalb des Salzkammergutes werden von ausgebildeten ornithologischen Fachkräften gefangene Tiere sofort nach dem Fang bzw. der Beringung wieder freigelassen.)
- Der Vogel mit den meisten Fernfunddaten, in Bezug auf das Salzkammergut, ist der Erlenzeisig. Für die Zeit von 1935 bis 2000 sind 58 Fern- und 3 Nahfunde dokumentiert.
- Beim Fichtenkreuzschnabel sind zwischen 1935 und 2000 37 Fern- und 23 Nahfunde festgestellt worden. Auffällig ist die Herkunft eines Großteils der Tiere aus dem Sudetenland, dem Vogtland und dem Thüringerwald.
- Beim Stieglitz wurden zwischen 1951 und 1996 21 Wiederfunde festgestellt. Alle waren Fernfunde, also außerhalb der Grenzen von Oberösterreich. Unter den aufgezeichneten Tieren waren vier „Langstreckenflieger“: zwei nach Litauen, einer nach Split und einer nach Rom.
- Beim Gimpel sind von 1959 bis 1997 15 Fern- und 11 Nahfunde dokumentiert. Er fliegt bevorzugt in Nordsüdrichtung und auch bis Finnland.[46]